# Донигал (графство)
Вижте пояснителната страница за други значения на Донигал.
Донигал (на английски: County Donegal, Каунти Донигал; на ирландски: Contae Dhún na nGall) е едно от 26-те графства на Ирландия. Намира се в провинция Ълстър. Главен административен център е град Лифорд. Граничи с графство Лийтрим. На северозапад граничи с Атлантическия океан. На изток граничи със Северна Ирландия. Има площ 4841 km². Население 146 956 жители към 2006 г. Градовете в графството са Ардара, Балибоуфи, Балишанън, Бънкрана, Бъндоран, Гленкълмсил, Глентийс, Донигал, Дънглоу, Карндона, Касълфин, Килибегс, Летъркени, (най-голям по население), Лифорд, Милфорд, Моувил, Рамелтън, Рафоу, Странорлар и Фалкара.